# Bouteville
Bouteville är en kommun i departementet Charente i regionen Nouvelle-Aquitaine i västra Frankrike. Kommunen ligger  i kantonen Châteauneuf-sur-Charente som ligger i arrondissementet Cognac. År 2022 hade Bouteville 330 invånare.

## Befolkningsutveckling
Antalet invånare i kommunen Bouteville
Referens:INSEE